# Унья (приток Печоры)
У́нья — река в России, протекает по территории Троицко-Печорского района Республики Коми, левый приток реки Печоры, первый из значительных притоков этой реки.
Длина — 163 км, площадь бассейна — 2890 км². Половодье в мае — июне. Замерзает в октябре — 1-й половине ноября, вскрывается в конце апреля — мае. Среднегодовой расход воды — в 39 км от устья — 45 м³/с.
Крупнейшие притоки — Кисунья, Умполь (все левые).
Унья начинается на западном склоне Северного Урала. Исток находится недалеко от истока Печоры возле места, где сходятся Республика Коми, Свердловская область и Пермский край.
Течёт на запад и юго-запад, в нижнем течении, в районе устья Умполя, поворачивает на север. Почти на всём протяжении Унья течёт в скалистых, местами обрывистых берегах, поросших лесом. В окрестных скалах много пещер.
Русло реки извилистое, почти на всём протяжении изобилует каменистыми перекатами и порогами. Самый сложный порог — Большой — расположен в 3 километрах за впадением Кисуньи. В верховьях много мелководных участков. Ширина реки в верховьях 10—50 метров, ниже устья Кисуньи река расширяется до 70—100 метров. Скорость течения высокая.
В месте впадения Уньи в Печору расположена деревня Усть-Унья. Ниже устья Уньи Печора становится ограниченно судоходной.
Унья богата рыбой, в неё заходит на нерест сёмга.

## Данные водного реестра
По данным государственного водного реестра России относится к Двинско-Печорскому бассейновому округу, водохозяйственный участок реки — Печора от истока до водомерного поста у посёлка Шердино, речной подбассейн реки — Бассейны притоков Печоры до впадения Усы. Речной бассейн реки — Печора.
Код объекта в государственном водном реестре — 03050100112103000057696.

### Притоки
(км от устья)
- 33 км: река Умполь (Умпель)
- 38 км: река Бердыш
- 39 км: река без названия
- 47 км: река без названия
- 55 км: река без названия
- 61 км: река Мисюряй
- 75 км: река без названия
- 81 км: река без названия
- 86 км: река Кисунья
- 100 км: река Чёрная
- 106 км: река Большая Дубровка
- 114 км: река Евтропинская
- 122 км: река Малая
- 129 км: река Воротятная
- 136 км: река Широкая
- 147 км: река Большая Хозья